# چستر (اکلاهما)
چستر(به انگلیسی: Chester) یک محدوده ثبت‌نشده در شهرستان میجر ایالت اکلاهما کشور ایالات متحده آمریکا است که جمعیت آن در سرشماری سال ۲۰۱۰ میلادی، ۱۱۷ نفر بوده‌است.